# Хеджхог
Бомбомёт «Хеджхог» (англ. Hedgehog — ёж) — британский противолодочный бомбомёт, использовавшийся в годы Второй мировой войны почти на всех кораблях КВМС Великобритании, а также на некоторых кораблях государств Антигитлеровской коалиции, в том числе Военно-морского флота СССР. В советском ВМФ данный тип противолодочного оружия получил наименование многоствольная бомбомётная установка Mk. 10 «Хеджхог» (по обозначению модификации, поставлявшейся в СССР по ленд-лизу).

## История разработки
В начале 1930-х годов в Англии началась разработка нового противолодочного оружия, которое действовало бы гораздо эффективнее глубинных бомб и морских мин: испытания гидролокаторов показывали, что контакт с подводными лодками пропадал на расстоянии от 90 до 140 м от корабля, а среднее время подготовки к атаке и сбросу глубинных бомб на нужную глубину составляло от 18 до 46 секунд. Флоту необходимо было противолодочное оружие, которое могло поражать подводную лодку, находящуюся перед кораблём, а не за ним. Ввиду дефицита бюджета королевского флота разработки прекратились в 1934 году и возобновились лишь после начала войны.

## Описание
«Хеджхог» представлял собой специальную платформу с 24 неподвижными штоками (6 рядов по 4 штока в каждом); штоки были расположены таким образом, что напоминали иголки ощетинившегося ежа, и именно отсюда и пошло название оружия. Масса платформы составляла 13 т, при помощи электромоторов она могла поворачиваться на 25—30 градусов в стороны от диаметральной плоскости корабля, а в последних модификациях даже имела стабилизацию по крену. Для защиты от волн установка имела специальный кожух.
Бомбомётная установка размещалась сзади носового орудия или на его месте. Необходимость демонтажа части артиллерийского вооружения или перестройки корабля и была основным препятствием для использования «Хеджхогов» на эсминцах Великобритании и США.

### Процедура стрельбы
На каждый шток надевалась глубинная бомба массой в 29,5 кг (19,5 кг торпекса составляла взрывающаяся часть) с контактным взрывателем. Бомба погружалась со скоростью в 6,7—7,2 м/с. Электрически инициируемый пороховой выбрасывающий заряд обеспечивал миномётное выстреливание бомбы на расстояние до 200—250 м. Бомбы выстреливались попарно с интервалом 0,1—0,2 секунды с целью уменьшения силы отдачи. Залп осуществлялся за 1,5—2 секунды, а перезарядка занимала до 3 минут.
Траектория полёта бомб была такова, что залпом из «Хеджхога» покрывался эллипс с осями от 37 до 41 м: точный размер зависел от скорости корабля. Попадание в подводную лодку хотя бы одной контактной бомбы приводило к подрыву всего залпа и становилось смертельным для подлодки.

## Плюсы и минусы
Теоретически мощными достоинствами «Хеджхога», помимо возможности обстрела подлодки вперёд по курсу корабля, были возможность поддерживания постоянного контакта с подводной лодкой, отсутствие демаскирующих атаку взрывов глубинных бомб и стопроцентную гарантию уничтожения цели в случае попадания. Однако на практике у бомбомёта выявился ряд недостатков:
1. Контакт с подлодкой пропадал, если она находилась на глубине более 122 м, а немецкие подводники могли уходить на глубину и до 200 м.
2. Для атаки необходимы были как достаточное количество времени (на бомбах были сложные системы предохранителей), так и невысокая скорость хода примерно в 6—7 узлов.
3. Качество зарядов оставляло желать лучшего: из-за отсыревания на Северном флоте ВМФ СССР происходили периодические отказы оборудования. Иногда бомбы сталкивались друг с другом, что приводило к преждевременному подрыву залпа и заставляло моряков ошибочно думать, что цель уничтожена. На небольшой глубине бомбы могли взорваться, ударившись о каменистое дно. Иногда взрывались не все бомбы, что могло спасти подводную лодку от гибели. Так, 5 сентября 1944 года в Карском море советский тральщик Т-116 атаковал немецкую подлодку U-362 при помощи МБУ «Хеджхог», однако в первом залпе взорвалось всего от 8 до 10 снарядов, второй упал мимо цели, а в третьем сдетонировало только 4 снаряда. Впрочем, их оказалось достаточно для уничтожения подлодки.

## Использование бомбомёта

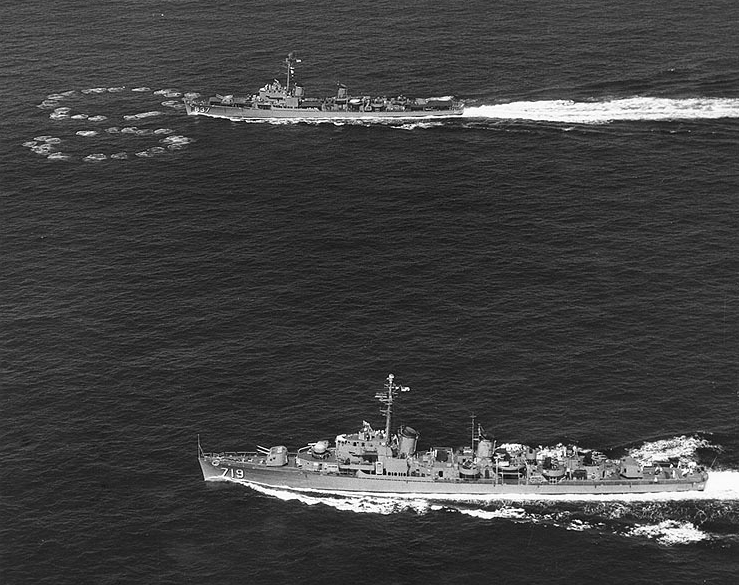
Эсминцы USS Sarsfield (на заднем плане) и USS Epperson типа «Гиринг» отрабатывают задачи противолодочной обороны: USS Sarsfield выпустил по курсу движения 2 залпа из бомбомётных установок «Хеджхог».

Бомбомёт «Хеджхог» появился на вооружении британского ВМФ в 1941 году, в течение следующего года более 100 британских кораблей было оснащено этим бомбомётом, также он ставился на американские корабли. В конце 1943 года тральщики типа «АМ», оснащённые «Хеджхогом», поступили на вооружение ВМФ СССР, а к концу Второй мировой войны в советском флоте был 71 корабль с таким бомбомётом.
Практическое задействование бомбомёта в бою часто не приносило желаемых результатов ввиду отсутствия опыта обращения с оружием и многочисленных ошибок при стрельбе. В итоге только в ноябре 1942 года залпом «Хеджхога» была уничтожена первая немецкая субмарина, а недостатки удалось устранить лишь к началу 1944 года. Тем самым обычные глубинные бомбы так и остались до конца войны главным видом противолодочного оружия.
В советском флоте бомбомёт «Хеджхог» получил довольно высокую оценку: в боях многоствольные бомбомётные установки «Хеджхог» и реактивный «Маустрэп» (с англ. — «мышеловка») показали довольно высокие тактико-технические данные и стали эффективным средством борьбы с подводными лодками Германии, несмотря на недостатки в матчасти.
В 1949 году в СССР начала производиться лицензионная копия «Хеджхога» под именем МБУ-200, а в 1956 году доработки советских инженеров позволили создать новый бомбомёт МБУ-600 с соответствующей дальностью стрельбы в 600—650 м: в качестве бомб использовались бомбы Б-30 и Б-30М с массами взрывчатых веществ в 13 и 14,4 кг соответственно, контактным взрывателем КВМ и скоростью погружения 7 м/с.

## Варианты и модификации
- Mark 10 — бомбомётная установка, обеспечивающая эллиптическую площадь поражения, величина которой варьировалась в зависимости от дальности (на 180 м ≈ 43 × 37 м);
- Mark 11 — бомбомётная установка, обеспечивающая круговую площадь поражения, величина которой варьировалась в зависимости от дальности (на 172 м ≈ ⌀ 61 м);
- Mark 15 — дистанционно управляемая от СУВ корабля бомбомётная установка Mark 11, устанавливаемая на базе счетверённой артиллерийской установки Bofors L60.
- Projector, Hedgehog, (Aust), No.1, Mk1 — австралийская версия для установки на танк Матильда II.